# Bimetall-Kondensatableiter

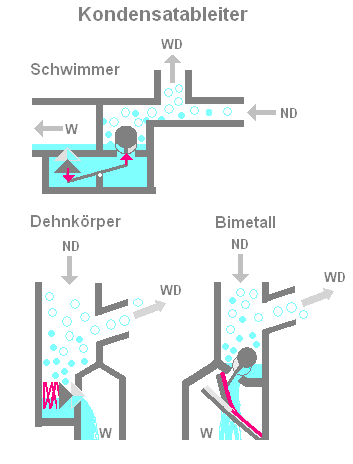
Übersicht Kondensatableiter

Bimetall-Kondensableiter sind Temperaturkontrollableiter, die nicht der Sattdampfkurve folgen. Die Ableittemperatur wird manuell reguliert, so dass diese Ableiter in verschiedensten Anlagen genutzt und installiert werden können: da, wo die Unterkühlung möglich ist und da, wo Eigenwärme-Einsparungen und Entspannungsdampf-Reduzierungen notwendig sind.

## Anwendungen
Die für ihre Robustheit bekannten Kondensatableiter sind für die Senkung des Dampfverbrauchs in den Hauptdampfleitungen und Begleitheizungen geeignet und ermöglichen Energieeinsparungen. So werden sie zur Entwässerung von Heißdampf- und Dampfleitungen sowie für Begleitheizungen und Lagertankbeheizungen genutzt oder als Frostschutzventil zum Einfrierschutz an Kondensatleitungen.

## Arbeitsweise
Das Öffnen und Schließen des Ventils wird durch ein Bimetall kontrolliert, das auf Änderungen der Temperatur reagiert.